# Jan Bieruma Oosting
Jan Bieruma Oosting (Leeuwarden, 5 september 1816 – Oranjewoud, 24 juli 1885) was een Nederlands politicus. Hij was de zoon van Johannes Bieruma Oosting en Sjuwke Cats, telg uit het geslacht Cats.
Oosting studeerde Romeins en hedendaags recht aan de Hogeschool te Utrecht tot 3 juli 1840. Hierna werd hij advocaat te Leeuwarden, van 9 september 1840 tot februari 1850. Van 6 februari 1850 tot 1 juli 1851 was hij grietman van Weststellingwerf en van 1851 tot 1 oktober 1854, burgemeester van Weststellingwerf.
Hierna werd hij lid van de Tweede Kamer der Staten-Generaal voor het kiesdistrict Leeuwarden en daarna lid van de Provinciale Staten van Friesland voor het kiesdistrict Heerenveen. In 1858 werd hij kantonrechter te Heerenveen, in 1871 burgemeester van Leeuwarden en in 1872 tevens lid van de Provinciale Staten van Friesland voor het kiesdistrict Leeuwarden.
In het vroegere IJsbaankwartier in Leeuwarden is een straat naar hem vernoemd, de Bieruma Oostingweg.
Oosting trouwde op 12 november 1840 met Agatha Victoria Brantsma en zij kregen in 1842 een zoon.

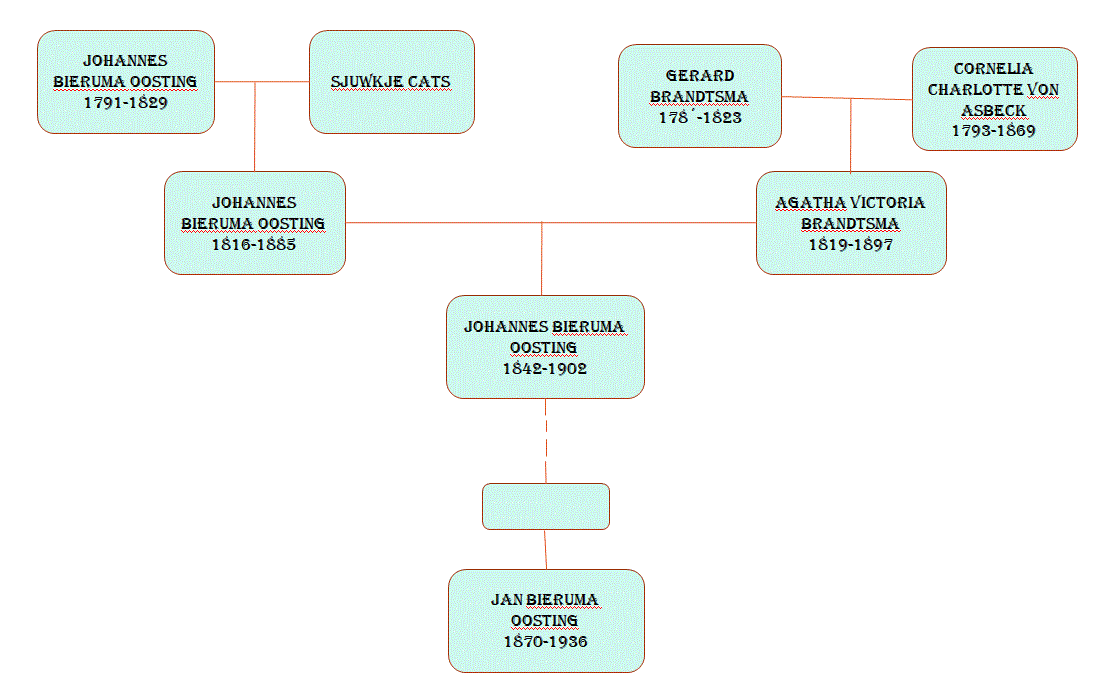